# Aphrodite (DJ)
Aphrodite (nacido Gavin King) también conocido como A Zone o DJ Aphro, es un DJ y productor inglés de jungle y drum and bass conocido comúnmente como "Godfather of Jungle" (traducido como "el padrino del jungle") que junto a Micky Finn gestiona el sello Urban Takeover.
Es uno de los productores más veteranos del drum and bass, habiendo contribuido e influenciado el desarrollo tanto de técnicas propias del estilo como sus mismos géneros. Destacan sus producciones Jump Up, diseñadas para causar el mayor impacto posible en la pista de baile.
Entre sus temas más populares destacan "Woman That Rolls," "Mash Up Your", "Dub Moods" y especialmente "King of the Beats".

## Discografía

### Álbumes
- Aphrodite - Recordings(Yellow cover) (1997)
- Aphrodite (1999)
- Aftershock (2002)
- Urban Jungle (2003)
- Aph44 (2003)
- See Thru It (2004)
- Urbanthology Volume 1 (2005)
- Overdrive (2005)
- Break In Reality (2007)

### Recopilatorios
- Park Rave Madness (1998)
- The Takeover Bid: Round 1 (1998)
- Egil Music presents: Urban Jungle (1999)

### Singles y EP
- 1999 "BM Funkster" UK #139
- 2002 "All Over Me" (feat. Barrington Levy) UK #76
- 2002 "See Thru It" (feat. Wildflower) UK #68
- 2003 "Bad Ass" (con Micky Finn) UK #162
- 2003 "Rinsing Quince" UK #155
- 2003 "Let the Rhythm Flow / Stalker" UK #170
- 2003 "Cool Flight" UK #179
- 2003 "Music's Hypnotizing / King of the Beats" UK #155
- 2003 "Mash Up Ya Know" UK #182
- 2003 "Def Jammer" UK #183
- 2003 "Cocaine / Calling the People" UK #196
- 2004 "Fanfare / Karma Sutra" UK #192